# 中国馳名商標
中国馳名商標（ちゅうごくちめいしょうひょう、中国語：中国驰名商标）は、中華人民共和国の国家工商行政管理総局商標局が認定する、中国における認定ブランド（商標）、及びその認定制度のことである。その字のごとく、中国における知名度が高く、公によく知られたブランドを指す。
国務院が批准した国家工商行政管理総局が企画した三定法案「馳名商標認定及び保護規定」にて、著名な商標の認定と管理組織を国家工商行政管理総局商標局及び商標評審委員会とすると規定。
最高人民法院の公布した「コンピューターネットワークドメイン名についての民事紛争案件に適用される法律問題解釈（2001年7月17日）」の第6条規定によると、人民法院はドメイン名の紛争案件の審理において、その登録商標が馳名商標かどうかを認定できるともしている。この認定後、「有名ブランド（馳名商標）」を自称することはできなくなった。
馳名商標は、それにふさわしい法律と規制で保護し、効果的に他人の不正使用を禁止することができるようになった。
「馳名商標」という概念は工業所有権の保護に関するパリ条約から来た概念でもあり、条約加盟国の責任が知られ、中国のWTO加盟への動きの中で、普通の商標以上の保護を与えることとなった。「馳名商標」は国内の幅広い地域で公によく知られたブランドを指し、一地方での有名なブランドを指すものではない。